# Noruega en los Juegos Paralímpicos de Pekín 2022
Noruega estuvo representada en los Juegos Paralímpicos de Pekín 2022 por trece deportistas, ocho hombres y cinco mujeres.

## Medallistas
El equipo paralímpico noruego obtuvo las siguientes medallas:
| Nombre                                   | Deporte        | Evento                            |
| ---------------------------------------- | -------------- | --------------------------------- |
| Oro                                      |                |                                   |
| Jesper Saltvik Pedersen                  | Esquí alpino   | Eslalon sentado masculino         |
| Jesper Saltvik Pedersen                  | Esquí alpino   | Eslalon gigante sentado masculino |
| Jesper Saltvik Pedersen                  | Esquí alpino   | Supergigante sentado masculino    |
| Jesper Saltvik Pedersen                  | Esquí alpino   | Supercombinada sentado masculino  |
| Plata                                    |                |                                   |
| Jesper Saltvik Pedersen                  | Esquí alpino   | Descenso sentado masculino        |
| Vilde Nilsen                             | Esquí de fondo | 1,5 km velocidad de pie femenino  |
| Bronce                                   |                |                                   |
| Kjartan Haugen Vilde Nilsen Thomas Oxaal | Esquí de fondo | 4 × 2,5 km clase abierta          |